# 李雲 (成化壬辰進士)
李雲（1431年—？），字載章，江西袁州府分宜縣人，民籍。明朝政治人物。進士出身。

## 生平
江西鄉試第三十七名。成化八年（1472年）壬辰科會試第二百三十九名，殿試登進士第三甲第一百四十名。

## 家族
曾祖父李子煥，曾任知縣。祖父李懷端。父亲李嗣憲。